# Henri Bouckaert
Jules Henri Bouckaert (ur. 3 maja 1870 w Roncq, zm. 29 kwietnia 1912 w Zatoce Izmirskej) – francuski wioślarz, złoty medalista olimpijski.
Wystąpił na igrzyskach olimpijskich w Paryżu w 1900, gdzie Francuzi w składzie: Henri Bouckaert, Jean Cau, Émile Delchambre, Henri Hazebrouck i sternik Charlot zdobyli złoty medal w czwórkach ze sternikiem. 
Zginął 29 kwietnia 1912 roku, kiedy parowiec Texas, którego był pasażerem, wpłynął na minę w Zatoce Izmirskej i zatonął.